# Paradox van Jevons

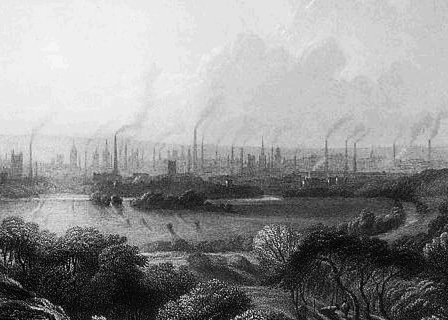
Steenkoolverbrandende fabrieken in het 19e-eeuwse Engelse Manchester. Verbeterde technologie maakte het mogelijk dat steenkool de brandstof voor de Industriële revolutie werd. De consumptie van kolen nam sterk toe.

In de economie is de paradox van Jevons, soms ook het Jevons-effect genoemd, de stelling dat technologische vooruitgang die de doelmatigheid verhoogt, waarmee een productiefactor wordt gebruikt, er toe neigt de mate van consumptie van die factor te laten stijgen in plaats van te laten afnemen. Het is het extreme geval van het rebound-effect.
In 1865 nam de Engelse econoom William Stanley Jevons waar dat technologische verbeteringen die de efficiëntie van het gebruik van steenkool deden toenemen, in een breed scala van industrieën juist leidden tot een verhoogde consumptie van steenkool. Hij stelde dat men er, in tegenstelling tot wat men zou verwachten, niet op kan rekenen dat technologische verbeteringen het brandstofverbruik verminderen.

## Voetnoten
1. ↑  (en)  B. Alcott, "Jevons' paradox", juli 2005. 54, blz. 9-21
2. ↑  (en)  B. Alcott, The Jevons Paradox and the Myth of Resource Efficiency Improvements, 2008, uitgegeven door Earthscan, blz. 7-78, ISBN 1-84407-462-5